# Cellule de financement Chénier
La cellule de financement Chénier est une cellule du Front de libération du Québec formée des frères Paul et Jacques Rose, ainsi que de Francis Simard et Bernard Lortie. Elle est active dans le réseau Lanctôt-Rose et participe aux événements de la crise d'Octobre en 1970. 

## Histoire

### Origine
À la fin de l'été 1970, plusieurs militants felquistes sont de plus en plus résolus à passer à l'action. Ils se réunissent à la maison de la rue Armstrong et après avoir dressé le bilan des opérations et du contexte politique, se penchent sur les dossiers de divers diplomates susceptibles d'être enlevés. Alors que les débats durent toute la nuit, d'importantes divergences font surface. En effet, alors que Jacques Lanctôt, qui vit clandestinement depuis mars et dont le frère François est emprisonné, veut rapidement passer à l'action, Paul Rose est plutôt attentiste, estimant que les moyens logistiques à leur disposition ne peuvent pas soutenir une opération d'envergure.
Les neuf militants passent donc au vote: les partisans du passage à l'acte l'emportent par cinq voix contre quatre. Ces divergences sont à l'origine de la séparation du groupe en deux cellules distinctes: la «cellule Libération», menée par Jacques Lanctôt et la «cellule de financement Chénier» menée par Paul Rose.
Pendant que la cellule Libération se prépare à passer à l'acte, la cellule Chénier s’attelle à munir l'organisation des moyens nécessaires à ses ambitions. Pour ce faire, le 24 septembre 1970, Paul Rose, son frère Jacques, sa mère Rose, sa sœur Claire ainsi que Francis Simard partent aux États-Unis afin d'amasser de l'argent par le biais de fraudes et tentent sans succès de se procurer des armes au Texas. Rose et Claire Rose, qui ne sont pas au fait des opérations en cours, leur servent de couverture.

### Crise d'octobre
Le 7 octobre, les membres de la cellule Chénier sont près d'Albany, dans l'État de New York. Ils s'arrêtent au bord de la route pour écouter le manifeste du FLQ qui est lu sur les ondes de CKAC, eux qui ont appris la nouvelle de l'enlèvement de James Cross quelques jours plus tôt, alors qu'ils étaient de passage au Texas. Déterminés à effectuer un nouveau kidnapping si les autorités ne cèdent pas aux revendications de la cellule Libération, ils décident de rentrer au Québec et arrivent sur la Rive-Sud le 8 octobre. Dans un motel du boulevard Taschereau, les frères Rose et Francis Simard se réunissent afin d'identifier une deuxième personnalité à enlever. Ils se penchent d'abord sur l'idée de kidnapper James H. Decou, diplomate américain qui loge alors à l'Île-des-Sœurs, mais se rétractent, jugeant les risques trop élevés. Ils envisagent donc plutôt de cibler Pierre Laporte, numéro deux du gouvernement Bourassa, ministre de l'Immigration, ministre du Travail et de la Main-d'œuvre et vice-premier ministre du Québec. Outre le fait d'être une figure importante du gouvernement, Laporte est une cible de choix car il habite à Saint-Lambert, non-loin de la maison de la rue Armstrong. Le lendemain du conciliabule, Francis Simard va discrètement vérifier si la résidence de Laporte est sous surveillance policière : elle ne l'est pas.
Le 10 octobre, alors qu'Ottawa maintient la ligne dure malgré les multiples ultimatums de la cellule Libération, la cellule Chénier enlève Pierre Laporte devant chez lui, vers 18h18. Déguisés et armés de carabines, Paul Rose, Jacques Rose, Francis Simard et Bernard Lortie forcent le vice-premier ministre à monter à bord de leur Chevrolet, lui bandent les yeux et partent en trombe vers la rue Armstrong. Le neveu de Laporte arrive à noter le numéro de la plaque d'immatriculation, 9J-2420, ce qui permet aux autorités d'identifier Paul Rose comme propriétaire du véhicule. L'alerte est donnée à peine deux minutes après l'enlèvement et les ravisseurs, qui croisent une auto-patrouille, réussissent à s'enfuir juste avant que les barrages routiers soient mis en place. 
Arrivés à leur repaire de Saint-Hubert, les felquistes séquestrent Laporte et rédigent un communiqué à l'attention des médias et une lettre à l'épouse du vice-premier ministre. Dans le communiqué, rédigé par Paul Rose et diffusé par CKAC, les felquistes mettent la pression sur les autorités. 

« Face à l'entêtement des autorités en place à ne pas obtempérer aux exigences du FLQ et conformément au plan 3 préalablement établi en prévision d'un tel refus, la cellule de financement Chénier vient d'enlever le ministre du Chômage et de l'Assimilation des Québécois, Pierre Laporte. Le ministre sera exécuté dimanche soir à 22 heures si d'ici là les autorités en place n'ont pas répondu favorablement aux sept demandes émises à la suite de l'enlèvement de M. James Cross. Toute acceptation partielle sera considérée comme un refus. Entre-temps, la cellule Libération fera connaître les modalités techniques de l'ensemble de l'opération. Nous vaincrons, FLQ. »

Le 16 octobre, à la maison de la rue Armstrong, la situation dégénère en fin d'après-midi lorsque Pierre Laporte, dans un geste désespéré, se défenestre après avoir réussi à défaire ses menottes. Grièvement blessé, notamment aux poignets, il est récupéré par Jacques Rose, Francis Simard et Bernard Lortie qui tentent de panser ses blessures. Le soir même, Lortie rejoint Paul Rose chez Louise Verreault et lui fait part de la situation. Ce dernier, après avoir téléphoné à son frère, quitte pour un appartement du chemin Queen-Mary où il logera pendant trois semaines (les autres membres de la cellule le rejoignent plus tard).
Le lendemain, le 17 octobre 1970, le corps de Pierre Laporte est retrouvé dans le coffre d'une voiture, à Saint-Hubert, près d'une base des Forces armées canadiennes. Les circonstances de sa mort ne sont pas encore complètement élucidées aujourd'hui. Selon les sources les plus importantes, notamment le rapport Duchaîne (1980), le vice-premier ministre serait mort étranglé, alors que Jacques Rose et Francis Simard tentaient de le maîtriser pendant qu'il était en proie à une crise de panique,. Malgré le caractère non-prémédité du geste, les membres de la cellule Chénier en assumeront collectivement la responsabilité et le présenteront comme une exécution politique. Le communiqué qu'ils rendent public après la mort de Laporte en témoigne:   

« Face à l'arrogance du gouvernement fédéral et de son valet Bourassa, face à leur mauvaise foi évidente, le FLQ a donc décidé de passer aux actes. Pierre Laporte, ministre du Chômage et de l'Assimilation, a été exécuté à 6h18, ce soir, par la cellule Dieppe (Royal 22e). Vous trouverez le corps dans le coffre de la Chevrolet verte (9J2420) à la base de Saint-Hubert. Nous vaincrons. 
FLQ
P.S. Les exploiteurs du peuple québécois n'ont qu'à bien se tenir. »

### Fuite et arrestations
Bernard Lortie est arrêté à Montréal le 6 novembre 1970, à la suite d'une descente de police. Les trois autres membres de la cellule réussissent à échapper à la capture en se dissimulant dans une cachette aménagée dans un garde robe ,.
Le 22 décembre, onze personnes du réseau de soutien des cellules Libération et Chénier sont arrêtées lors de l'opération « Questionnaire »
Le 27 décembre, lors d’un troisième raid policier à la maison de Michel Viger à Saint-Luc, en Montérégie la cachette des trois fugitifs est trouvée au sous-sol. Le lendemain à 5 heures du matin, Francis Simard et les frères Paul et Jacques Rose sont arrêtés par la police. Le Dr Jacques Ferron sert de négociateur entre la police et les felquistes. Ils sont inculpés d'enlèvement et de meurtre, à l’exception de Jacques Rose, qui lui fut trouvé coupable de complicité après les faits. Au lieu de plaider coupable ou non-coupable, tous plaidèrent « responsables ».